# 국립농업과학원
국립농업과학원(國立農業科學院, National Institute of Agricultural Sciences)은 대한민국의 농업환경, 농촌자원, 생물자원, 농산물안전성, 농업용 에너지 및 생산자동화, 농업관련 유용 유전자개발, 유전자 변형 생물체의 안전성, 농업유전자원 이용관리, 한식세계화, 전통식품 산업화 등에 관한 시험·연구와 원원잠종의 생산과 보급에 관한 사무를 관장하는 대한민국 농촌진흥청의 소속기관이다. 2008년 10월 8일 발족하였으며, 전북특별자치도 완주군 이서면 농생명로 166에 위치하고 있다. 원장은 고위공무원단 가등급에 속하는 일반직공무원·공업연구관·농업연구관·수의연구관·보건연구관·환경연구관 또는 농촌지도관으로 보한다.

## 직무
- 시험연구사업, 예산·성과관리, 대외협력 및 홍보의 계획 및 조정
- 보안, 관인관수, 인사, 급여, 회계, 결산, 용도에 관한 사항
- 농업환경자원의 동태·활용 및 오염대책에 관한 연구
- 농촌 환경자원의 보전·관리 및 산업화 이용 연구
- 토양 및 식물영양의 탐색·보전 및 활용에 관한 연구
- 농업기상·생태 및 기후변화 대응에 관한 연구
- 친환경·유기농업기술의 개발 및 실용화에 관한 연구
- 농업관련 국제협약 이행에 관한 기술 개발
- 미생물 자원 확보 및 기능의 이용 연구
- 병해충·잡초의 생리·생태 및 종합관리 연구
- 곤충자원의 탐색관리 및 산업화 이용 연구
- 양잠·양봉기술의 개발 및 원원잠종의 생산·보급
- 안전농산물 생산기술의 개발 및 유해물질관리에 관한 연구
- 농산물 중 유해생물 안전관리 및 생산, 수확 후 위생관리에 관한 연구
- 비료·농약의 평가 및 품질관리에 관한 연구
- 농업용 에너지, 생산자동화 등 농업공학에 관한 시험·연구 및 품질관리
- 농업재해 예방 및 농작업 안전기술에 관한 연구개발
- 농업관련 유용 유전자의 개발 및 이용에 관한 연구
- 기후변화 대응 내재해, 내병충성 바이오 신작물 개발
- 농용 미생물 관련 고부가가치 신기능성 소재개발 연구
- 유전자 변형 생물체의 안전성 연구
- 농업유전자원의 관리 및 이용에 관한 연구
- 한식세계화 및 전통식품 산업화 기술에 관한 연구개발

## 연혁
- 1949년 1월 6일: 중앙농업기술원 시험부에 농예화학과 설치.[3]
- 1949년 3월 3일: 농림부 소속으로 중앙생사검사소 설치.[4]
- 1949년 7월 14일: 중앙생사검사소 소속으로 대구지소 설치.[5]
- 1957년 5월 28일: 중앙농업기술원 폐지. 농사원 시험국 소속으로 잠업시험장 설치[6]
- 1958년 3월 19일: 대구지소 폐지.[7]
- 1961년 10월 2일: 농사원의 하부조직으로 식물환경부 설치하고 잠업시험장을 농사원의 하부조직인 잠사부로 개편.[8]
- 1962년 4월 1일: 식물환경부를 농촌진흥청 소속 식물환경연구소로 승격하고 농사원 잠사부를 농촌진흥청 소속 잠업시험장으로 개편.[9]
- 1962년 5월 5일: 중앙생사검사소를 국립생사검사소로 개편.[10]
- 1966년 6월 20일: 농림부 소속으로 국립농업자재검사소 설치.[11]
- 1967년 11월 23일: 국립생사검사소를 국립서울생사검사소·국립부산생사검사소로 분리.[12]
- 1973년 3월 3일: 국립농업자재검사소를 농수산부 소속으로 변경.[13]
- 1973년 7월 9일: 농수산부 소속으로 국립잠종장 설치.[14]
- 1974년 12월 31일: 식물환경연구소를 농업기술연구소로 개편.[15]
- 1981년 11월 2일: 국립서울생사검사소를 국립생사검사소로, 국립부산생사검사소를 국립생사검사소 부산지소로 개편.[16] 농업기술연구소로부터 농약에 관한 사무를 이관받아 농촌진흥청 소속으로 농약연구소 설치.[17]
- 1987년 1월 1일: 국립농업자재검사소를 농림수산부 소속으로 변경.[18]
- 1990년 3월 20일: 국립생사검사소를 국립잠사소로 개편하고 국립잠종장을 국립잠사소의 소속기관으로 편입.[19]
- 1991년 11월 15일: 농업기술연구소 유전공학과를 농업유전공학연구소로 승격.[20]
- 1994년 12월 23일: 부산지소 폐지. 국립잠사소를 잠사곤충연구소로, 잠업시험장을 잠사곤충연구소 잠종관리소로 개편. 농업기술연구소·농업유전공학연구소·농약연구소·국립농업자재검사소를 농촌진흥청 소속 농업과학기술원으로 통합.[21]
- 1998년 8월 1일: 잠사곤충연구소를 농업과학기술원 잠사곤충부로 개편.[22]
- 2000년 1월 1일: 농업기계화연구소를 책임운영기관으로 지정.[23]
- 2002년 3월 2일: 농업과학기술원 생물자원부를 농촌진흥청 소속 농업생명공학연구원으로 승격하고 농업과학기술원 소속으로 농촌생활연구소 설치.[24]
- 2004년 1월 9일: 농업기계화연구소를 농업공학연구소로, 농촌생활연구소를 농촌자원개발연구소로 개편.[25]
- 2006년 1월 1일: 농업생명공학연구원을 책임운영기관으로 지정.[26]
- 2008년 10월 8일: 농업과학기술원·농업생명공학연구원·농업공학연구소를 농촌진흥청 소속 국립농업과학원으로 통합하고 농촌자원개발연구소를 폐지.[27]
- 2014년 7월 25일: 전북혁신도시로 이전.[28]

## 조직

### 원장
- 기획조정과[29]
- 운영지원과[29]
- 기술지원팀[30][31]

농업환경부
- 토양비료과[33]
- 기후변화생태과[34][35]
- 유기농업과[36]
- 농촌환경자원과[37]

농업생물부
- 잠사양봉소재과[38]
- 곤충산업과[39]
- 농업미생물과[39]

농산물안전성부
- 화학물질안전과[40]
- 작물보호과[39]
- 농자재평가과[33]
- 유해생물팀[41]

농업공학부
- 스마트팜개발과[33]
- 에너지환경공학과[42]
- 수확후관리공학과[42]
- 재해예방공학과[43]
- 밭농업기계화연구팀[44][45]
- 농업인안전보건팀[42][46]

농업생명자원부
- 유전체과[39]
- 생물소재공학과[39]
- 유전자공학과[34][35]
- 생물안전성과[39]

농식품자원부
- 가공이용과[47]
- 발효식품과[47]
- 기능성식품과[48]

### 소속기관
- 농업유전자원센터

## 같이 보기
- 잠사과학박물관: 농업과학기술원의 농업생물부 내에 있는 박물관
- 국립수산과학원
- 국립산림과학원